# Neobockiella
Neobockiella is een monotypisch mosdiertjesgeslacht uit de familie van de Flustrellidridae en de orde Ctenostomatida. De wetenschappelijke naam ervan is in 1983 voor het eerst geldig gepubliceerd door d'Hondt.

## Soort
- Neobockiella robusta (Cook, 1964)